# عزيزي سانتا
عزيزي سانتا (بالإنجليزية: Dear Santa)‏ هو فيلم كوميدي وفنتازيا مظلمة أمريكي، من إخراج بوبي فارلي، وسيناريو ريكي بليت وجاك بلاك وبيتر فاريلي من قصة كتبها ريكي بليت، وبيتر فاريلي، ودان إوين.
أصدر الفيلم على قناة باراماونت+ والمنصات الرقمية في 25 نوفمبر 2024، ووزع بواسطة باراماونت بيكتشرز. وحقق الفيلم مراجعات سلبية من النقاد، على الرغم من أن البعض أشاد بأداء جاك بلاك.

## القصة
يحكي الفيلم قصة طالب وديع في الصف السادس يعاني من عسر القراءة، يكتب قائمة هدايا عيد الميلاد لسانتا كلوز لمساعدته في حل مشاكله، لكن بسبب خطأه الإملائي أدى إلى لقاء الشيطان (جاك بلاك) بدلًا من سانتا. وكان للشيطان هدف الحصول على روح الطفل مقابل تحقيق ثلاث أمنيات للطفل.

## طاقم التمثيل
- جاك بلاك: بدور الشيطان/ سانتا كلوز.
- روبرت تيموثي سميث: بدور الطفل ليام تورنر.
- جيدن كارسون بيكر: بدور الطفل جيبي.
- كاي ماري تشيك: بدور الطفلة إيما.
- برايين هاوي: بدور الأم مولي تورنر.
- هايز ماكارثور: بدور الوالد بيل تورنر.
- بي جاي بيرن: بدور الأستاذ تشارلز.
- كيغان-مايكل كي: بدور دكتور فينكلمان.
- غافين مون: بدور الطفل ايدان.
- بوست مالون: يمثل نفسه كمغني.
- لوك شيابيتا: بدور الطفل جوك بادي.
- كايل غاس: بدور معلم العلوم.
- بن ستيلر: بدور لوسيفر.